# Dongcuo
Dongcuo (kinesiska: 洞措, 洞措乡) är en socken i Kina. Den ligger i den autonoma regionen Tibet, i den sydvästra delen av landet, omkring 650 kilometer nordväst om regionhuvudstaden Lhasa. Antalet invånare är 2 571. Befolkningen består av 1 272 kvinnor och 1 299 män. Barn under 15 år utgör 31 %, vuxna 15-64 år 61 %, och äldre över 65 år 7,0 %.
Genomsnittlig årsnederbörd är 993 millimeter. Den regnigaste månaden är juli, med i genomsnitt 263 mm nederbörd, och den torraste är december, med 7 mm nederbörd.